# Lethe

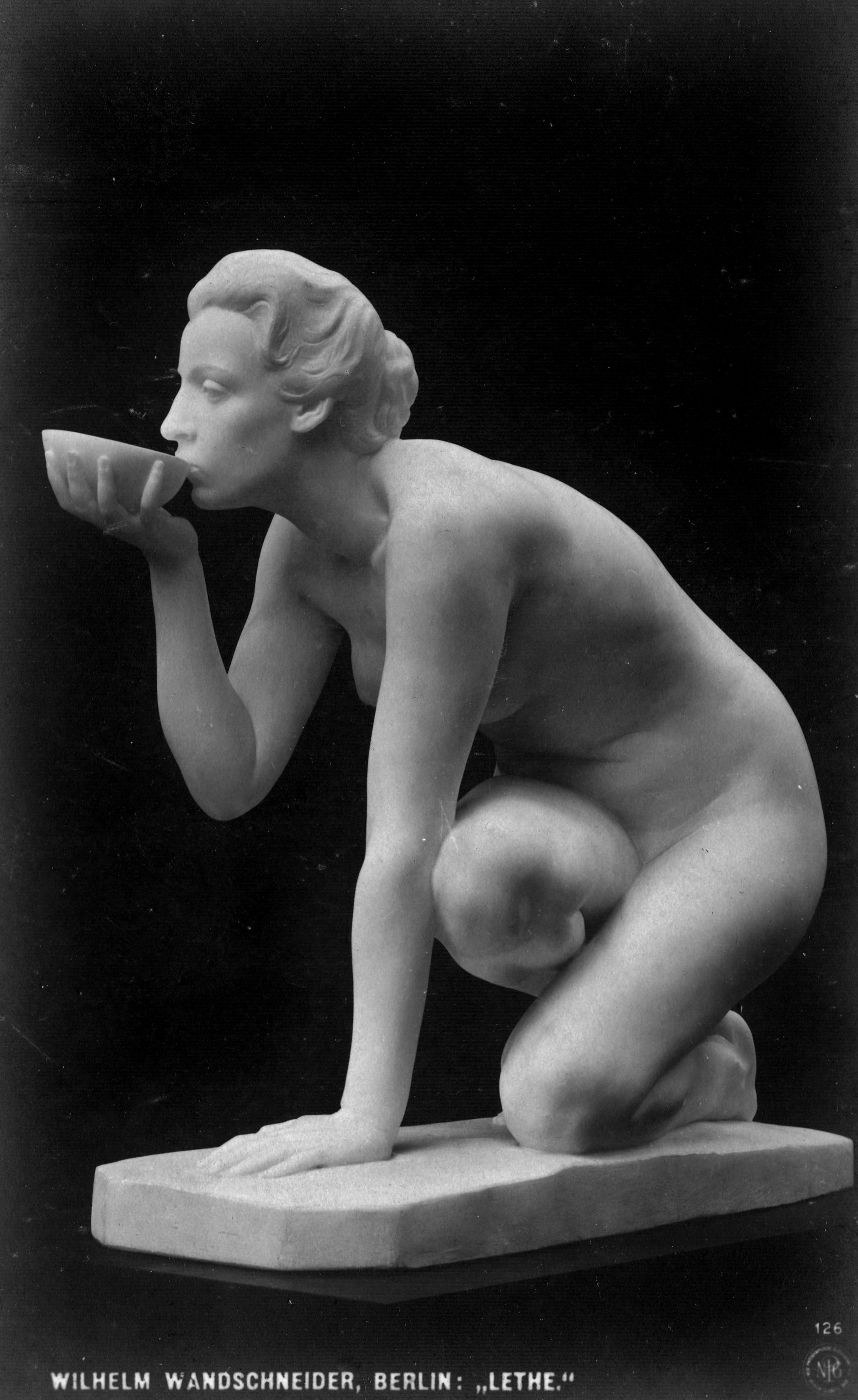
Lethe. Skulptur av Wilhelm Wandschneider.

Lethe (grekiska ἡ Λήθη, "glömska") var en gudomlighet i den grekiska mytologin. Hon var glömskans och omedvetenhetens gudinna. Hennes namn har sitt ursprung i det grekiska ordet "lêthê" som betyder "glömska".
Hon var dotter till antingen gudinnan Eris eller till Aither (Luften) och Gaia (Jorden).

## Floden i underjorden
I den grekiska mytologin förknippades ofta gudinnan med en flod i underjorden som hade samma namn, i vilken de döda kunde dricka glömskans vatten. När de drack vattnet glömde de sina liv, särskilt de positiva sidorna av dem.